# Per Adolf Geijer (krigsråd)
Per Adolf Geijer, född 5 augusti 1767 i Nyed, Värmland, död 1826, var ett svenskt krigsråd.
Per Adolf Geijer var son till Salomon Gottskalk Geijer till Krokstad av släkten Geijer och brukspatrondottern Magdalena Löfman från Bofors, samt bror till Bengt Reinhold Geijer och Carl Emanuel nobil. von Geijer. Han ärvde Krokstad av fadern. Geijer var krigsråd och tillfångatogs vid slaget vid Svensksund (1789).
Geijer var gift med grevinnan Anna Gustafva Cronhielm af Flosta. Han skildes från henne 1818. De blev föräldrar till Carl Gustaf Reinhold Geijer, Gustafva Charlotta Augusta Geijer, Emila Margaretha Elisabeth Geijer, farföräldrar till Per Adolf Geijer och Gottschalk Geijer, samt farfars föräldrar till Per Geijer.